# فال (نهر)
نهر الفال (بالهولندية: Waal) يعتبر الفرع الرئيسي لنهر الراين منساباً عبر هولندا. يبلغ طوله حوالي 80 كم (50 ميل)، ويعتبر المجرى المائي الرئيسي الذي يربط ميناء روتردام بألمانيا.